# 福島町 (群馬県)
福島町（ふくしままち）は群馬県の南西部、甘楽郡に属していた町。

## 地理
- 河川：鏑川、高田川、雄川

## 歴史
- 1889年（明治22年）4月1日 町村制施行により、1町4村（福島町、小川村、田篠村、星田村、君川村）が合併し北甘楽郡福島町が成立する。
- 1897年（明治30年）
  - 5月10日 上野鉄道（現：上信電鉄） 高崎・福島（現：上州福島）間が開業する。
  - 7月2日 上野鉄道 福島・南蛇井間が開業する。
- 1950年（昭和25年）4月1日 北甘楽郡が甘楽郡と改称する。
- 1959年（昭和34年）2月1日
  - 町の北西部（田篠、星田、君川）が富岡市へ編入する。
  - 町の南東部（福島、小川）と小幡町、新屋村が合併し甘楽町となる。

## 交通

### 鉄道
- 上信電鉄
  - 上信線：上州福島駅